# Opt-out (Evropská unie)

Státy Eu s opt-outy jsou vyznačeny červeně.

Opt-out je trvalá výjimka z práva Evropské unie pro členský stát.
Příkladem jsou opt-outy Dánska pro zavedení Eura nebo další dánský opt-out v otázkách evropského justičního prostoru. Také Listina základních práv Evropské unie je opt-outována v Polsku.